# Exocentrus toekanensis
Exocentrus toekanensis là một loài bọ cánh cứng trong họ Cerambycidae.